# Championnats du monde de luge 2012
Navigation
Édition précédente Édition suivante
Les Championnats du monde de luge 2012 se déroulent du 6 au 12 février 2012 à Altenberg (Allemagne) sous l'égide de la Fédération internationale de luge de course (FIL). Il y a quatre titres à attribuer, un pour les hommes, un pour les femmes, un pour le double hommes et enfin un pour le relais mixte par équipes. Il s'agit d'une compétition annuelle (hors année olympique). 
Le calendrier des épreuves est le suivant :
- 10 février 2012 : Doubles Hommes
- 11 février 2012 : Hommes
- 12 février 2012 : Femmes / Relais Mixte

## Tableau des médailles
| Rang | Nation    | Or | Argent | Bronze | Total |
| ---- | --------- | -- | ------ | ------ | ----- |
| 1    | Allemagne | 3  | 1      | 1      | 5     |
| 2    | Autriche  | 1  | 0      | 1      | 2     |
| 3    | Russie    | 0  | 3      | 0      | 3     |
| 4    | Canada    | 0  | 0      | 1      | 1     |
| 4    | Italie    | 0  | 0      | 1      | 1     |

## Podiums
| Épreuves                                    | Or                                                                | Argent                                                                          | Bronze                                                       |
| ------------------------------------------- | ----------------------------------------------------------------- | ------------------------------------------------------------------------------- | ------------------------------------------------------------ |
| Hommes résultats détaillés                  | Felix Loch                                                        | Albert Demchenko                                                                | Armin Zöggeler                                               |
| Double-hommes résultats détaillés           | Autriche Andreas Linger Wolfgang Linger                           | Allemagne Toni Eggert Sascha Benecken                                           | Autriche Peter Penz Georg Fischler                           |
| Femmes résultats détaillés                  | Tatjana Hüfner                                                    | Tatiana Ivanova                                                                 | Natalie Geisenberger                                         |
| Relais mixte par équipe résultats détaillés | Allemagne Tatjana Hüfner Felix Loch Toni Eggert / Sascha Benecken | Russie Tatiana Ivanova Albert Demchenko Vladislav Yuzhakov / Vladimir Makhnutin | Canada Alex Gough Samuel Edney Tristan Walker / Justin Snith |